# Melvin Judkins
Melvin P. Judkins (ur. 3 maja 1922, zm. 28 stycznia 1985) – był amerykańskim lekarzem znanym ze swojego wkładu w dziedzinę kardiologii interwencyjnej. Opracował specjalne, wstępnie ukształtowane cewniki, aby uwidocznić tętnice wieńcowe przez aortę podczas koronarografii. Obecnie są one powszechnie stosowane i znane jako cewniki Judkinsa.

## Życiorys
Urodził się i dorastał w pobliżu Los Angeles w Kalifornii w rodzinie związanej z medycyną. Jego ojciec był fizjoterapeutą. W 1945 uzyskał tytuł licencjata na Loma Linda University w Loma Linda. W 1946 ukończył Loma Linda University School of Medicine i rozpoczął roczny staż w szpitalu Loma Lida, po ukończeniu którego specjalizował się w urologii.
Po krótkim powołaniu do wojska, podczas którego był urologiem w szpitalu wojskowym w Osace, po zakończeniu służby w stopniu kapitana powrócił do USA. Z żoną Eileen, pielęgniarką, którą poślubił w 1946, założyli praktykę rodzinną w małym kalifornijskim miasteczku. Nie spełniała ona jego oczekiwań. Zdecydował się na specjalizację z radiologii, którą rozpoczął w 1961 na Uniwersytecie Oregonu w Eugene pod okiem Charlesa Dottera, znanego dziś jako ojciec radiologii interwencyjnej. Angiografia stała się również przedmiotem szczególnego zainteresowania Judkinsa i wspólnie pracowali nad badaniem i rozwojem przezskórnego transluminalnego rozszerzenia zwężonych tętnic obwodowych. Ta procedura zapoczątkowała to, co później rozwinęło się w nowoczesne techniki angioplastyki transluminalnej.
Następnie pogłębiał wiedzę z zakresu angiografii w Cleveland Clinic pod kierownictwem Masona Sonesa, który skupiał się na arteriografii wykonywanej przez tętnicę ramienną, a następnie pracował na Uniwersytecie w Lund w Szwecji pod kierunkiem radiologa doktora Svena Seldingera. Tam pomógł opracować cewnik w kształcie litery U „hooktail”, który służył do kształtowania każdego prowadnika i cewnika do kształtu aorty danego pacjenta. W 1966 powrócił na Uniwersytet Oregonu z nowo odkrytymi technikami i zaczął upraszczać procedurę, aby móc ją wykonywać bez znieczulenia ogólnego, co zmniejszyło powikłania i ryzyko. Opracował technikę koronarografii z przezskórnego nakłucia tętnicy udowej metodą Seldingera bez jej chirurgicznego odsłonięcia. Otrzymał stanowisko adiunkta radiologii, co wiązało się z nowo utworzonym laboratorium, w którym współpracował z kolegami, aby wykorzystać te techniki do opracowania selektywnego cewnikowania wieńcowego (koronarografii). Opracował cewnik Judkinsa, z utrwalonym kształtem. Wyniki te i opis metody opublikował w czasopiśmie Radiology w 1967, a w 1968 jego gotowe cewniki Judkinsa zostały wprowadzone do produkcji komercyjnej.
Po powrocie do Kalifornii latach 1970-1978 był kierownikiem Wydziału Nauk Radiacyjnych i dyrektorem laboratoriów sercowo-naczyniowych. Judkins przeszedł na emeryturę w 1978 po udarze mózgu. Następnie napisał kilka artykułów naukowych ze swoją żoną Eileen i spędził ostatnie lata życia rozwijając swoją miłość do modeli pociągów.
Zmarł 28 stycznia 1985 i został pochowany na cmentarzu Riverside National Cemetery (RCN) w Riverside w Kalifornii.